# Bolsa de Valores de Lima
Bolsa de Valores de Lima (BVL) är Perus aktiebörs, belägen i landets huvudstad Lima.